# Velær lateral approksimant
Den velære laterale approksimant er en konsonant, der er sjælden i verdens sprog. Den indikeres i det internationale fonetiske alfabet som ⟨ʟ⟩, og dens X-SAMPA-symbol er L\. De velære lateraler involverer ofte en klusil foran - her [ɡ͡ʟ].

## Egenskaber
Den velære laterale approksimant er:
- Pulmonisk-egressiv, hvilket betyder at den udtales ved at lade lungerne trykke luft ud gennem taleapparatet.
- Stemt, hvilket betyder at stemmebåndet er spændt under udtalen og dermed genererer en tone.
- Velær, hvilket betyder at den udtales med tungeryggen trykket mod ganesejlet.
- Lateral, hvilket betyder at luftstrømmen bevæger sig langs tungens sider.
- Approksimant, hvilket betyder at luftstrømmen passerer gennem en indsnævring i taleapparatet, men ikke nok til at skabe turbulens.

## Anvendelse i sprog
| Sprog   | Sprog           | Ord     | IPA        | Betydning | Noter                                            |
| ------- | --------------- | ------- | ---------- | --------- | ------------------------------------------------ |
| Engelsk | Visse dialekter | milk    | [mɪʟk]     | 'mælk'    | Kan forekomme før velære og labiale konsonanter. |
| Hiw     | Hiw             | r̄evr̄ov  | [ɡ͡ʟəβɡ͡ʟɔβ] | 'håndtag' |                                                  |
| Melpa   | Melpa           |         | [paʟa]     | 'hegn'    |                                                  |
| Wahgi   | Wahgi           | aglagle | [aʟaʟe]    | 'svimmel' |                                                  |